# مورنوگو ولی (کالیفرنیا)
مورنوگو ولی (به انگلیسی: Morongo Valley) یک منطقهٔ مسکونی در ایالات متحده آمریکا است که در شهرستان سن برناردینو، کالیفرنیا واقع شده‌است. مورنوگو ولی ۶۵٫۳۱۷ کیلومتر مربع مساحت و ۳٬۵۵۲ نفر جمعیت دارد و ۷۸۷ متر بالاتر از سطح دریا واقع شده‌است.

## آتش سوزی
در ژوئن ۲۰۰۵، آتش سوزی در خیابان پارادایس در غرب دره مورنگو آغاز شد. این آتش به سرعت گسترش یافت و حدود شش هزار هکتار (۲۴ کیلومتر مربع ) را به آتش کشید. آتش سوزی هفت خانه را سوزاند و همچنین به برخی از گذرگاه‌ها آسیب رساند
در جولای ۲۰۰۶، آتش سوزی که توسط رعد و برق خشک در دره یوکا شروع شد، تقریباً ۱۰۰ درصد مهار شد، اما به دلیل رطوبت بسیار کم، دمای بالا و تندبادهای ۴۰ مایل در ساعت (۶۴ کیلومتر در ساعت)، آتش افزایش یافت.